# Eleoscytalopus indigoticus
Tapaculo-de-peito-branco, macuquinho-perereca ou macuquinho (Eleoscytalopus indigoticus) é uma espécie de ave da família Rhinocryptidae. É endêmico da Mata Atlântica do sudeste do Brasil. Também conhecido como macuquinho-perereca, devido a sua vocalização.

## Taxonomia e sistemática
O macuquinho e o macuquinho-baiano (Eleoscytalopus psychopompus) estavam anteriormente colocados no gênero Scytalopus, mas sabe-se hoje que essas duas espécies estão mais proximamente relacionadas ao gênero Merulaxis. O macuquinho-baiano também foi proposto como uma variedade do macuquinho, mas os dados genéticos contrariaram esta tese. Esses dados também mostraram grandes diferenças entre as populações do sul e do norte do macuquinho.

## Descrição
O macuquinho mede 11 cm; o macho pesa de 13 a 18 g e a fêmea de 12,2 a 16 g. As partes superiores do macho são azuis acinzentadas e o uropígio é marrom avermelhado. A garganta, peito e barriga são brancos e o dorso até a cauda são castanhos com barras escuras. Os machos em uma pequena área da sua abrangência possuem maior extensão de partes inferiores escuras. As fêmeas e os imaturos são similares aos machos, mas possuem as partes superiores em marrom mais forte.

## Distribuição e hábitat
O macuquinho é encontrado no Brasil, desde o sul do estado da Bahia até o nordeste do Rio Grande do Sul, incluindo o oeste do Paraná. Ele habita o sub-bosque de florestas abertas, bordas de florestas e florestas secundárias densas, em elevações de até 1 500 metros. Ele vive escondido nos emaranhados de vegetação próximo ao solo, sendo de difícil visualização.

## Comportamento
O macuquinho se alimenta de insetos, capturados sobre ou muito perto do solo.
Nidifica em cavidades naturais nos solos ou em troncos caídos. Faz seu ninho em forma de esfera constituído por material encontrado nas proximidades do território do casal, como raízes, pequenos galhos, líquens e outros. São colocados geralmente dois ovos.
A vocalização é um trinado de sete a oito segundos, que aumenta de volume depois de um ou dois segundos. Ele costuma cantar dentro de cavidades de árvores. A voz principal lembra um anfíbio.

## Status
A União Internacional para a Conservação da Natureza (IUCN) considerou o macuquinho como Quase Ameaçado (NT). Ele possui uma área de abrangência relativamente pequena e altamente fragmentada, que está sob contínua pressão humana. O tamanho da sua população não é conhecido, mas acredita-se que esteja diminuindo. Ele ocorre em algumas áreas protegidas, muitas das quais são pequenas.